# Делейнска река
Делейнска река е река в Северозападна България, Видинска област, общини Бойница, Брегово и Видин, ляв приток на река Тополовец. Дължината ѝ е 33 км.
Делейнска река извира на 297 м н.в. на българо-сръбската граница, на кота Локо Калин, на 1,5 км северозападно от село Раброво (община Бойница). Тече на североизток, след това на изток, а при село Тияновци на югоизток. Преминава през селата Калина и Иново, при последното завива на югозапад и на 37 м н.в. се влива отляво в река Тополовец, на 2,3 км северозапдно от град Видин.
Площта на водосборния басейн на Делейнска река е 102 км2, което представлява 17,4% от водосборния басейн на река Тополовец.
С изключение на най-долното си течение, което е коригирано с водозащитни диги, в останалата част реката тече в каньоновидна долина. В долното течение водите ѝ се използват за напояване.

## Топографска карта
- Лист от карта L-34-142. Мащаб: 1 : 100 000.